# Escola de Philidor
A Escola de Philidor foi uma escola de pensamento enxadrístico baseada nos estudos de François-André Danican Philidor, publicados em seu livro Analyse du jeu des échecs em 1749.
Apesar de já existir algumas literaturas sobre o xadrez, Philidor foi o primeiro a discutir os elementos da estratégia no jogo. Suas idéias preconizavam que os peões eram a base do jogo e sua estrutura definia condições de mobilidade durante uma partida. Philidor também discutia as principais fragilidades da estrutura de peões como buracos, peões passados, dobrados e isolados.
Suas idéias foram duramente criticadas na época, principalmente pela Escola Italiana e muitas de suas idéias só foram devidamente reconhecidas quase 90 anos depois.